# Bani Haram
Bani Haram – miejscowość w Egipcie, w muhafazie Al-Minja. W 2006 roku liczyła 14 313 mieszkańców.